# Brizon
Brizon, auch Brison geschrieben, ist eine französische Gemeinde im Département Haute-Savoie in der Region Auvergne-Rhône-Alpes.

## Geographie
Brizon liegt auf rund 1000 m, südöstlich von Bonneville, etwa 30 Kilometer südöstlich der Stadt Genf (Luftlinie). Das Bergdorf erstreckt sich südlich des Arvetals in der Mulde eines Seitenbachs des Bronze, in den nördlichen Bornes-Alpen (Teil der Savoyer Alpen), im Faucigny.
Die Fläche des 10,39 km² großen Gemeindegebiets umfasst einen Abschnitt der Bornes-Alpen. Die nördliche Grenze verläuft entlang dem Bronze, einem schluchtartig in die Umgebung eingeschnittenen Seitenbach der Arve. Von hier erstreckt sich das Gemeindeareal nach Südwesten, nimmt das Einzugsgebiet des Dorfbachs von Brizon ein und reicht bis auf den breiten Sattel von Solaizon (rund 1500 m). Dieser Sattel wird im Norden von der Pointe d’Andey (1877 m), im Süden vom Kalkmassiv der Rochers de Leschaux (mit 1936 m die höchste Erhebung von Brizon) flankiert.
Zu Brizon gehört die Siedlung Solaizon (1502 m) auf dem Hochplateau des gleichnamigen Sattels. Nachbargemeinden von Brizon sind Bonneville im Norden, Mont-Saxonnex im Osten sowie Glières-Val-de-Borne im Westen.

## Sehenswürdigkeiten
Die Dorfkirche von Brizon wurde im 19. Jahrhundert errichtet. Im alten Dorfkern sind Häuser erhalten, welche den typischen Baustil eines savoyischen Bergdorfes zeigen.

## Bevölkerung
| Jahr                       | 1962 | 1968 | 1975 | 1982 | 1990 | 1999 |
| Einwohner                  | 376  | 326  | 300  | 301  | 337  | 383  |
| Quellen: Cassini und INSEE |      |      |      |      |      |      |

Mit 465 Einwohnern (Stand 1. Januar 2022) gehört Brizon zu den kleinen Gemeinden des Département Haute-Savoie. Im Verlauf des 20. Jahrhunderts nahm die Einwohnerzahl aufgrund starker Abwanderung kontinuierlich ab (1901 wurden in Brizon noch 598 Einwohner gezählt). Seit Beginn der 1980er Jahre wurde jedoch wieder eine leichte Bevölkerungszunahme verzeichnet.

## Wirtschaft und Infrastruktur
Brizon war bis weit ins 20. Jahrhundert hinein ein vorwiegend durch die Landwirtschaft geprägtes Dorf. Heute gibt es verschiedene Betriebe des Kleingewerbes. Viele Erwerbstätige sind Wegpendler, die in den größeren Ortschaften der Umgebung ihrer Arbeit nachgehen. In den letzten Jahrzehnten hat sich Brizon zu einem Ferienort entwickelt und dadurch einen deutlichen wirtschaftlichen Aufschwung erhalten. Die Gemeinde ist sowohl auf den Sommertourismus als auch auf den Wintertourismus (Skilanglauf auf dem Hochplateau von Solaizon) spezialisiert.
Die Ortschaft ist verkehrsmäßig recht gut erschlossen. Die Hauptzufahrt erfolgt von Thuet östlich von Bonneville. Eine weitere Straßenverbindung besteht mit Mont-Saxonnex. Der nächste Anschluss an die Autobahn A40 befindet sich in einer Entfernung von rund acht km.

## Persönlichkeiten
- Eugène Bourgeau (1813–1877), Naturforscher